# Sneferu
Sneferu, Snefru ali Snofru (grško starogrško Σώρις, Sóris) je bil faraon Starega kraljestva ustanovitelj Četrte egipčanske dinastije. Ocene dolžine njegove vladavine so zelo različne:  Oxfordska zgodovina Starega Egipta navaja, da je vladal od okoli 2613 pr. n. št. do  2589 pr. n. št., se pravi 24 let, medtem ko Rolf Krauss trdi, da je vladal od okoli 2613 pr. n. št. do 2589 pr. n. št., se pravi 30 let,  Stadelmann pa mu pripisuje 48 let dolgo vladavino. Zgradil je najmanj tri piramide in uvedel več inovacij v gradnji egipčanskih piramid. 

## Dolžina vladanja
24 let dolga vladavina, ki mu jo pripisuje Torinski seznam kraljev, je po mnenju sodobnih znanstvenikov podcenjena, ker najkasnejši znani napis, odkrit v Rdeči piramidi, omenja 24. štetje živine, kar ustreza najmanj 24 polnim letom vladanja.  Iz napisov v njegovi Meidumski piramidi je razvidno, da je vladal najmanj 27 polnih let.
Zapisi na Kamnu iz Palerma kažejo, da je vladal najmanj 28 let. Sneferu je zelo verjetno vladal več kot 30 let, ker bi sicer ne mogel zgraditi kar treh velikih piramid. 

## Družina in nasledstvo
Sneferu je bil prvi faraon Četrte dinastije, ki je, po Manetu, vladal 24 let (2613-2589 pr. n. št.).
Maneto je bil egipčanski svečenik, ki je živel v 3. stoletju pr. n. št. Egipčanske faraone je razvrstil v 31 dinastij. Manetova razvrstitev ima nekaj pomanjkljivosti, vendar je še vedno osnova za razvrščanje egipčanskih faraonov. Prissejev papirus, primarni vir iz Srednjega kraljestva, potrjuje, da je bil faraon Huni Sneferujev neposredni predhodnik. Papirus navaja, da je »veličanstvo, kralj Gornjega in Spodnjega Egipta Huni, prišlo v pristanišče (tj. umrlo) in da je bilo veličanstvo, kralj Gornjega in Spodnjega Egipta Sneferu, povzdignjeno kot dobrodelni kralj celotne dežele…« Papirus razen prihoda na oblast omenja tudi to, da je bil »dobrotljiv« vladar. Ta trditev bi lahko izhajala iz njegovega prestolnega imena, ki ga je mogoče tolmačiti kot »narediti lepoto«.
Sneferujev oče ni znan, Kairski letopisi pa kažejo, da bi njegova mati lahko bila ženska z imenom Meresankh. Glavna Sneferujeva žena in mati faraona Kufuja, graditelja Velike piramide v Gizi, je bila Hetepheres I.

### Otroci
Sinovi
- Kufu – sin s Hetepheres I., Sneferujev naslednik.
- Ankhaf – Kraljev sin jegovega telesa, vezir svojega nečaka, faraona Kafreja (Kefren). Pokopan je bil v grobnici G 7510. Njegov doprsni kip je v Bostonskem mmuzeju lepih umetnosti. Ankhaf je bil poročen s faraonovo hčerko Hetepheres.[17]
- Kanefer – Kraljev najstarejši sin in Sin njegovega telesa. Pokopan je bil v grobnici 28 v Dahšurju. Bil je drugi Sneferujev vezir, ki je službovanje nadaljeval pod Kufujem.[18]
- Nefermaat I. – Sneferujev najstarejši sin, Itetin mož. Prvi Sneferujev vezir. Naslavljali so ga tudi z Bastetin svečenik, nasledni pric, čuvaj Nehena in eden od velikih petih v Totovi hiši.[18]
- Netžeraperef, pokopan v Dahšurju.[19]
- Rahotep – Kraljev sin njegovega telesa, visoki Rajev svečenik v Heliopolisu. Pokopan v Meidumu skupaj z ženo Nofret. Lastnik kipov, ki so zdaj v Kairskem muzeju.
- Ranefer, pokopan v Meidumu.[19]
- Ijnefer I., pokopan v Dahšurju.[20]

Hčerke:
- Hetepheres, poročena z Ankhafom. Imenovana po svoji materi, kraljici Hetepheres.
- Nefertkau I. – Kraljeva hčerka njegovega telesa, najstarejša hčerka in njegova tretja žena. Pokopana v mastabi G 7050 v Gizi. Njen grob je datiran v Kefrenovo obdobje. V Sneferujevem grobu sta omenjena tudi njen sin Nefermaat II. in vnuk Sneferukhaf.[21][17]
- Nefertnesu – Kraljeva hčerka, Božja hčerka. Imela je sina Kaemkeda.[21]
- Meritites I., Velika (nosilka) žezla in kraljeva žena, poročena z bratom Kufujem.[21]
- Henutsen – Kraljeva hčerka, poročena s Kufujem.[16]

## Gradnje
Najbolj znane Sneferujeve gradnje so tri dahšurske piramide: Zlomljena, Rdeča in Meidumska piramida. Med njegovo vladavino se je izredno razvila tehnologija gradnje velikih piramid, ki je dosegla vrhunec s Kufujevo piramido v Gizi, enim od sedmih čudes antičnega sveta.
Prvi od Sneferujevih gradbenih podvigov je bila Meidumska piramida. Mnogo znanstvenikov začeteg gradnje te piramide pripisuje njegovemu prednodniku Huniju. Piramida je izjemen primer napredka tehnologije gradnje in ideologije, povezane s faraonovim pokopom. 
Neizmerna kamnita zgradba je fizični dokaz prehoda od stopničaste piramide do »prave« piramide z gladkimi stranskimi ploskvami. Arheološke raziskave piramide kažejo, da je bila sprva zasnovana kot piramida s sedmimi stopnicami, podobna  Džoserjevi piramidi v Sakari. Kasneje so načrt spremenili in dodali še eno ploščad, že zgrajene stopnice pa zazidali, da je piramida dobila značilnosti »prave« piramide. Dopolnjena s severnim vhodom, poševnim prehodom v središče in dvema podzemnima sobama je piramida dobila večino značilnosti prejšnjih grobnic razen ene: pogrebna soba ni bila zgrajena v tleh pod piramido, ampak v sami piramidi, čeprav zelo blizu tal.
Zlomljena piramida, znana tudi kot Romboidna ali Topa piramida, je dokaz še večjih arhitekturnih inovacij. Njeno ime kaže, da so naklon zgornjega dela piramide med gradnjo zmanjšali s 55° na okoli 43°. Vzrok za spremembo je bila naraščajoča nestabilnost. Stabilnost piramide so povečali z bolj položnim vršnim delom, kar je hkrati pomenilo opustitev koncepta stopničastih piramid. Inovacije so doživeli tudi notranji prostori Stopničaste piramide: imeli so dva vhoda, severnega in zahodnega, bili so veliko večji, zidovi so dobili podporne konzole, strop pa bolj dovršen diagonalni zapiralni sistem. J.P Lepre o tem pravi:
Očitno je, da so se arhitekti pri načrtovanju notranjosti obotavljali in eksperimentirali, kako bi v največji mogoči meri izkoristili ogromno prostornino največje do takrat zgrajene piramide (1.426.767 m3).
Še večo arhitekturno inovacijo je dobila satelitska piramida, ki je dopolnjevala Zlomljeno piramido: hodnik, ki je vodil proti pogrebni sobi, se je spuščal proti zahodu in ne proti severu kot v pred tem zgrajenih piramidah.
Zaradi Sneferujevih izkušenj in inovacij v gradnji prvih dveh piramid bi pričakovali, da bo njegova tretja piramida pokazala največjo kompleksnost in spremembe v arhitekturi. Poznavalec je že na prvi pogled razočaran, ker je konstrukcija Rdeče piramide bolj preprosta od konstrukcije prvih dveh. Lepre opozarja, da nekaterih inovacij iz notranjosti prejšnjih piramid v Rdeči piramidi ni. Res je, da so vsi glavni prostori obokani, poševnega vstopnega hodnika, zahodnega vhoda in sledov diagonalnega portcullisa pa do zdaj še niso odkrili. Odsotnost teh elementov je arheologe odvrnila od nadaljnjega raziskovanja piramide, Lepre pa je prepričan, da so v kamniti megazgradbi še neodkriti tajni prostori. Njegovo domnevo morda potrjuje dejstvo, da Sneferujevega sarkofaga in mumije še niso našli.
Sneferujeve arhitekturne inovacije so spodbudile kasnejše faraone h gradnji novih piramid. Z njegovimi dosežki se lahko primerjata samo Kufujeva (Keopsova) Velika piramida  (2.583.283 m3) in Kafrejeva (Kefrenova) piramida v Gizi (2.211.096 m3). Ideologija se je sčasoma spremenila in z njo velikost piramid. Menakurejeva piramida, na primer, ima samo desetino prostornine Kufujeve piramide (235.183 m3). Zgleda, da so se Egipčani od čaščenja svojih vladarjev obrnili k čaščemnju sončnega boga Raja.

## Zunanje zadeve
Za izvedbo tako velikih gradbenih projektov je moral Sneferu imeti veliko delavcev in gradiva. Po mnenju Guillemette Andreu je imela pri tem veliko zaslug faraonova zunanja politika. Njegove zmage v Libiji in Nubiji so služile predvsem dvema ciljema: dobiti dovolj delovne sile in dostop do surovin in posebnih proizvodov, ki so bili na voljo v teh deželah. Kamen iz Palerma o tem piše:

[Vladar] Sneferu. Leto ... gradnja lesenih ladij Tuatua  
s stokratno zmogljivostjo in 60 kraljevih čolnov s šestnajstkratno zmogljivostjo.
Pohod v deželo črncev in privedba sedem tisoč
ujetnikov, mož in žena, in dvanajst tisoč glav goveda, ovac in koz…
Prihod štirideset ladij iz cedrovega lesa (verjetno »naloženih s cedrovim lesom«).

Iz zapisa je razvidno, da je bilo med delavci na piramidah veliko vojnih ujetnikov drugih narodnosti. Na pohodih v Libijo in Nubijo je zaplenil tudi veliko govedi in drobnice za hrano številnih delavcev. Njegovi pohodi v Nubijo so morda prispevali k širjenju nubijske kulture skupine A v regiji. Sneferu je s pohodov v Libijo pripeljal 11.000 ujetnikov in 13.100 glav živine. Poleg že omenjenega obsežnega uvoza cedrovine, najverjetneje iz Libanona, obstajajo tudi dokazi o dejavnostih v rudnikih turkiza na Sinajskem polotoku. Na Sinaju bi lahko bili tudi kamnolomi, ki so ga oskrbovali z gradivom za piramide.
Sneferujeva ladja Hvalnica dveh dežel, izdelana iz cedrovine, je bila prva znana ladja z imenom.